# ماکسیم کمرتس
ماکسیم کمرتس (اوکراینی: Максим Леонідович Комарець؛ زادهٔ ۲۳ مهٔ ۲۰۰۲) بازیکن فوتبال است.
وی همچنین در تیم ملی فوتبال Ukraine U18 بازی کرده‌است.